# Chi
Pour les articles homonymes, voir Chi (homonymie) et Khi.
Cette page contient des caractères spéciaux ou non latins. S’ils s’affichent mal (▯, ?, etc.), consultez la page d’aide Unicode.
Pour les articles ayant des titres homophones, voir KI et QI (homonymie).
Chi ou khi (capitale Χ, minuscule χ ; en grec χι) est la vingt-deuxième lettre de l'alphabet grec, précédée par phi et suivie par psi. Elle est l'ancêtre des lettres X et Ꭓ de l’alphabet latin, de la lettre Х de l'alphabet cyrillique.

## Caractéristiques

### Usage
En grec ancien, le chi note une consonne vélaire aspirée, [kʰ]. En koinè et dans les dialectes grecs ultérieurs, elle devient une fricative ([x] / [ç]), comme thêta et phi.
En grec moderne, la lettre chi représente deux prononciations distinctes :
- devant une voyelle fermée ou antérieure, [ɛ] (ε, αι) ou [i] (ι, η, υ, ει, οι, υι), elle note une consonne fricative palatale sourde [ç] ;
- devant une voyelle ouverte ou postérieure, [a] (α), [ɔ] (ο, ω) ou [u] (ου), ou une consonne, elle note une consonne fricative vélaire sourde, [x].

Le chi est romanisé en « ch » ou en « kh ». En grec moderne, elle est souvent romanisée en « h » ou « x » dans les pratiques informelles.
En français, le groupe « ch » issu d'une translittération du chi se prononce « k » : chiromancie, catéchumène, ou, pour les noms propres, Charon, Anchise, Charybde.
Dans le système de numération grecque, chi vaut 600 ; par exemple χʹ représente le nombre 600.
Comme la plupart des autres lettres grecques, le chi est parfois utilisé en dehors de son contexte alphabétique grec dans les sciences. En mathématiques, la loi du χ² désigne par exemple une loi de probabilité dérivée de la loi normale. En physique-chimie, cette lettre est utilisée pour donner les valeurs de l'électronégativité des atomes.
Dans l'alphabet phonétique international, le symbole χ note la consonne fricative uvulaire sourde.
Le nom de cette lettre est à l'origine du mot français chiasme, figure de style consistant en un croisement d'éléments dans une phrase, et de l'adjectif chiastique.

### Nom
En grec, la lettre est appelée χι (khi), prononcée /xi/.
En grec ancien, elle est appelée χῖ (khî), prononcée en attique /kʰiː/, ou χεῖ (kheî), prononcée /kʰeː/.

## Histoire

### Alphabets archaïques

Distribution des types d'alphabets « vert », « rouge » et « bleu », selon Adolf Kirchhoff (1867).

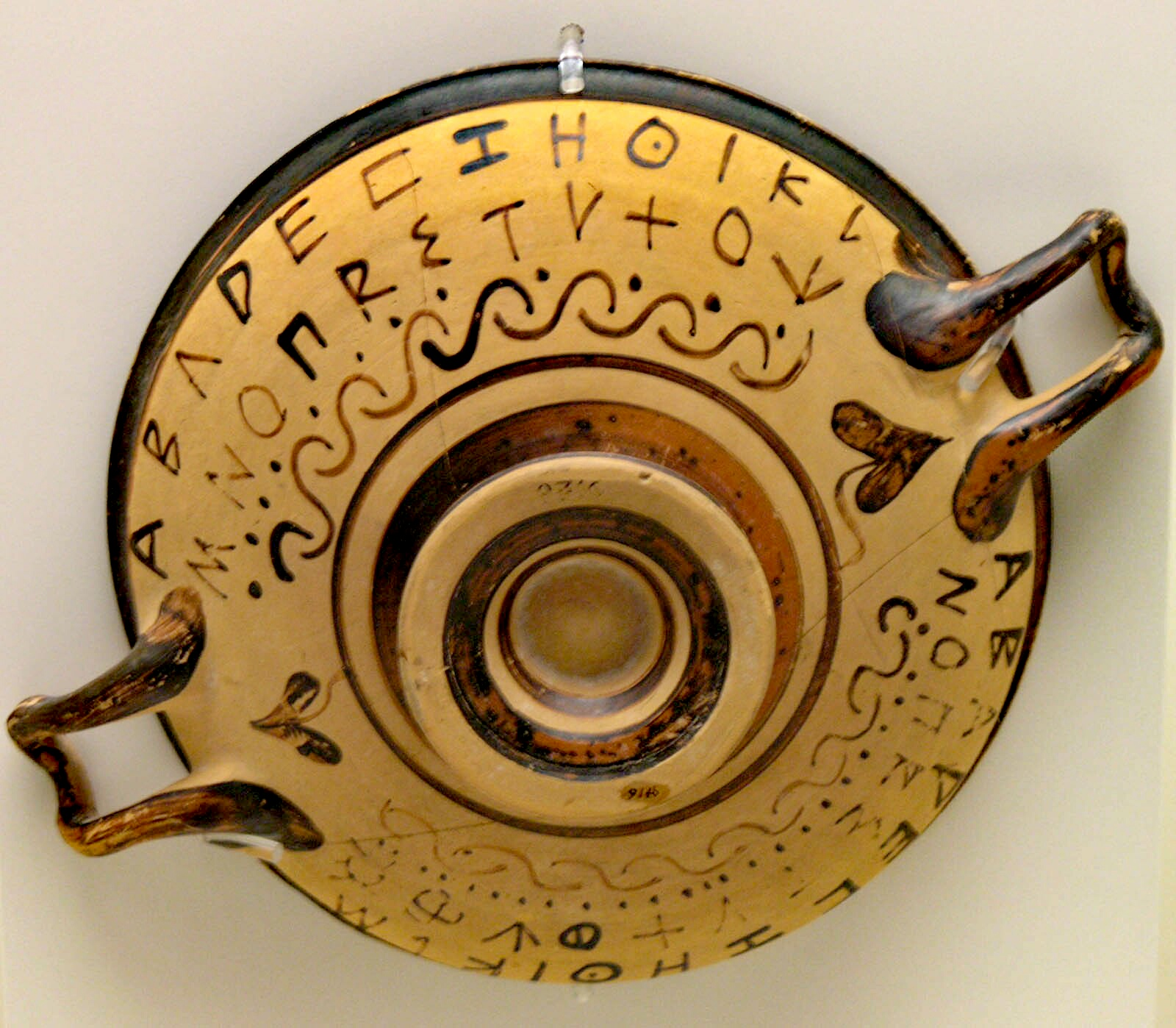
Alphabet grec peint sur la panse d'une coupe attique à figures noires.

L'alphabet grec dérive directement de l'alphabet phénicien. Toutefois, ses dernières lettres (phi, chi, psi et oméga) sont des créations locales notant des sons qui ne sont pas présents ou pertinents en phénicien.
Les alphabets épichoriques grecs sont divisés basiquement en quatre types majeurs selon leur traitement des lettres additionnelles pour les consonnes aspirées (pʰ, kʰ) et les groupes consonantiques (ks, ps) du grec. Ces quatre types sont intitulés de façon conventionnelle « vert », « rouge », « bleu clair » et « bleu foncé », suivant la légende d'une carte publiée dans un article fondateur du XIXe siècle sur le sujet, Studien zur Geschichte des griechischen Alphabets par Adolf Kirchhoff (1867). Le type « vert » (ou du Sud) est le plus archaïque et le plus proche du phénicien. Le type « rouge » (ou de l'Ouest) est par la suite transmis vers l'Ouest et est l'ancêtre de l'alphabet latin. Le type « bleu » (ou de l'Est) est celui dont l'alphabet grec standard émerge ensuite ; il est partagé en deux groupes, nommés « bleu clair » et « bleu foncé ».
Le type « vert » n'utilise que les symboles phénicien. La plosive aspirée /kʰ/ est ainsi écrite simplement Κ, sans distinction de la plosive non-aspirée /k/, ou comme digramme ΚΗ. Ce système se rencontre en Crète et dans certaines îles du sud de la mer Égée, notablement Santorin, Milos et Anafi.
Le type « rouge » introduit une lettre pour la consonne aspirée /kʰ/, Ψ ; cet usage diffère des standards grecs ultérieurs où Ψ correspond à /ps/, psi. Le type « rouge » se rencontre dans la plupart des zones de Grèce centrale (Thessalie, Béotie et la majeure partie du Péloponnèse), sur l'île d'Eubée et dans les colonies associées, dont la plupart de celles d'Italie.
Les types « bleu clair » et  « bleu foncé » ajoute la lettre Χ pour /kʰ/, correspondant à son usage dans l'alphabet standard moderne. Le système « bleu clair » se rencontre à Athènes (avant 403 av. J.-C.) et dans plusieurs îles de la mer Égée ; le système «bleu  foncé » est présent dans les villes de la Confédération ionienne, Cnide en Asie mineure et à Corinthe et Argos dans le nord-est du Péloponnèse.
Dans les types utilisant une lettre dédiée pour /kʰ/, celle-ci prend des formes diverses, :
- (Argos, Attique, Cnide, Corinthe, Délos, Égine, Ionie, Mégare, Naxos, Paros, Sicyone, Tirynthe)
- (Achaïe, Arcadie, Béotie, Eubée, Laconie, Thessalie)
- (Achaïe, Arcadie, Béotie, Eubée, Ithaque, Laconie, Rhodes, Thessalie)
- (Rhodes)

Dans les alphabets n'utilisant pas de lettre dédiée pour /kʰ/ (Crète, Milos, Santorin), le son est écrit « Κ » ou « ΚΗ », à l'aide d'un kappa et d'un êta (ce dernier étant utilisé pour le son [h]).
Certains alphabets (Arcadie, Achaïe, Eubée, Laconie, Rhodes) utilisent une forme du xi, , qui ressemble au chi actuel. Les deux lettres sont néanmoins distinctes ; ces alphabets emploient une forme du chi qui ne ressemble pas à la forme actuelle.

### Évolution
La forme actuelle de la lettre provient de l'alphabet utilisé en Ionie, qui est progressivement adopté par le reste du monde grec antique (Athènes passe un décret formel pour son adoption officielle en 403 av. J.-C. ; son usage est commun dans les cités grecques avant le milieu du IVe siècle av. J.-C.). La lettre chi prend sa forme actuelle et la 22e position de l'alphabet, entre phi et psi.
L'alphabet grec reste monocaméral pendant longtemps. Les formes minuscules proviennent de l'onciale grecque, une graphie particulière créée à partir de la majuscule et de la cursive romaine vers le IIIe siècle et adaptée à l'écriture à la plume, et sont créées vers le IXe siècle. Pendant la Renaissance, les imprimeurs adoptent la forme minuscule pour les polices bas-de-casse, et modèlent les lettres capitales sur les formes des anciennes inscriptions, conduisant le grec à devenir bicaméral.

Chi épigraphique grec
Chi grec majuscule moderne
Écriture onciale
Variantes cursives
Variantes minuscules
Chi grec minuscule moderne

### Dérivés
Dans l'alphabet cyrillique, le chi donne naissance à la lettre kha, Х, représentant le son [x] ou [h]. Dans l'alphabet copte, la lettre conduit à la lettre khi, Ⲭ.
Il est possible que l'alphabet arménien descende de l'alphabet grec ; dans ce cas, le k'eh, Ք, dériverait du chi.
L'alphabet étrusque est dérivé de l'alphabet grec employé en Eubée — alphabet que les Étrusques apprennent à Pithécusses (Ischia), près de Cumes ; il comporte une lettre, 𐌙, dérivant du chi grec et correspondant vraisemblablement au son [kʰ]. Cette lettre n'est pas reprise dans l'alphabet latin. L'alphabet eubéen utilise toutefois une forme du xi, , qui ressemble au chi actuel : cette forme donne lieu en latin à la lettre X.

Khe étrusque
Khe étrusque (autre version)
Kha cyrillique
Khi copte

## Symbolisme

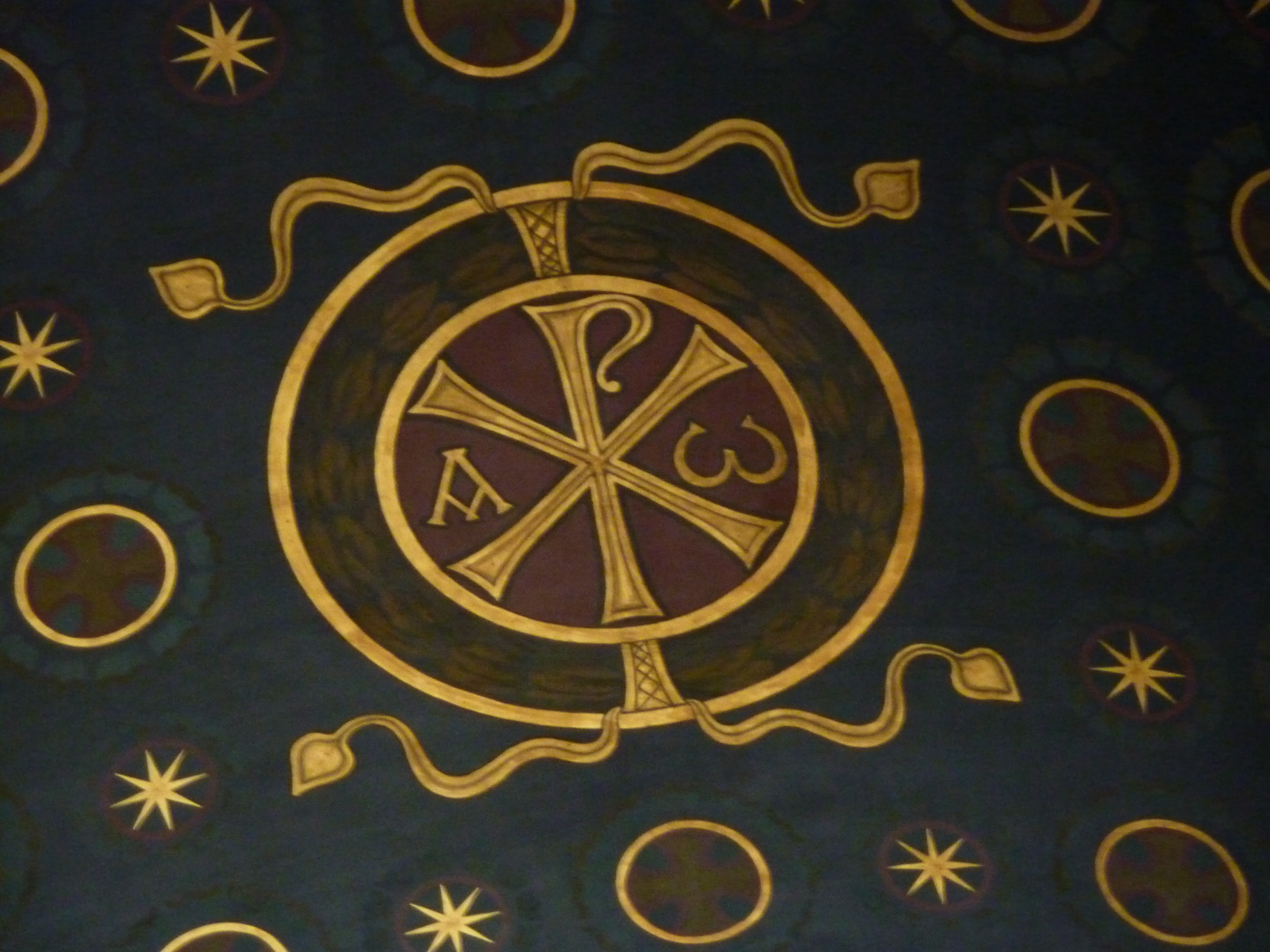
Chrisme surplombant une chapelle de l'église Saint-François-Xavier à Paris, flanqué de l'alpha et oméga.

Dans le Timée, Platon explique que les deux bandes qui forment l'Anima mundi se croisent comme la lettre Χ.
Le chi est parfois utilisé pour abréger le nom du Christ, Χριστός en grec ancien (khristós) ; cette utilisation se rencontre en anglais, où le chi est remplacé par la lettre X (de même forme générale mais d'origine différente) comme dans Xmas, abréviation de Christmas, Noël. Le chrisme, ☧, est un symbole chrétien formé des deux lettres Χ et Ρ, deux premières lettres du mot Χριστός apposées l'une sur l'autre.

## Codage
- La majuscule Χ possède les codages suivants :
  - Unicode : U+03A7
  - Entité HTML : &Chi;
  - TeX : \Chi ; {\displaystyle \mathrm {X} }
  - DOS Greek : 148
  - DOS Greek-2 : 210
  - Windows-1253 : 214
- La minuscule χ possède les codages suivants :
  - Unicode : U+x03C7
  - Entité HTML : &chi;
  - TeX : \chi ; {\displaystyle \chi }
  - DOS Greek : 173
  - DOS Greek-2 : 243
  - Windows-1253 : 246

Le tableau suivant recense les différents caractères Unicode utilisant le chi :
| Caractère | Représentation | Code    | Bloc Unicode                           | Nom Unicode                                                 |
| --------- | -------------- | ------- | -------------------------------------- | ----------------------------------------------------------- |
| Χ         | Χ              | U+03A7  | Grec et copte                          | Lettre majuscule grecque chi                                |
| χ         | χ              | U+03C7  | Grec et copte                          | Lettre minuscule grecque chi                                |
| 𝚾         | 𝚾              | U+1D6BE | Symboles mathématiques alphanumériques | Majuscule mathématique grasse chi                           |
| 𝛘         | 𝛘              | U+1D6D8 | Symboles mathématiques alphanumériques | Minuscule mathématique grasse chi                           |
| 𝛸         | 𝛸              | U+1D6F8 | Symboles mathématiques alphanumériques | Majuscule mathématique italique chi                         |
| 𝜒         | 𝜒              | U+1D712 | Symboles mathématiques alphanumériques | Minuscule mathématique italique chi                         |
| 𝜲         | 𝜲              | U+1D732 | Symboles mathématiques alphanumériques | Majuscule mathématique italique grasse chi                  |
| 𝝌         | 𝝌              | U+1D74C | Symboles mathématiques alphanumériques | Minuscule mathématique italique grasse chi                  |
| 𝝬         | 𝝬              | U+1D76C | Symboles mathématiques alphanumériques | Majuscule mathématique grasse sans empattement chi          |
| 𝞆         | 𝞆              | U+1D786 | Symboles mathématiques alphanumériques | Minuscule mathématique grasse sans empattement chi          |
| 𝞦         | 𝞦              | U+1D7A6 | Symboles mathématiques alphanumériques | Majuscule mathématique italique grasse sans empattement chi |
| 𝟀         | 𝟀              | U+1D7C0 | Symboles mathématiques alphanumériques | Minuscule mathématique italique grasse sans empattement chi |